# 저주받은 아이들
《저주받은 아이들》(영어: The Damned)은 영국에서 제작된 조지프 로시 감독의 1963년 SF 공포 영화이다. 맥도널드 케리, 셜리 앤 필드, 비베카 린드포르스, 올리버 리드 등이 출연하였고, 앤서니 하인즈 등이 제작에 참여하였다. 미국에서는 "These Are the Damned"라는 제목으로 유통되었다.

## 줄거리
중년 미국인 사이먼은 영국 남부 해안으로 보트 여행을 왔다가 웨이머스에서 20살 조앤과 알게 되자마자 조앤의 오빠 킹과 그가 이끄는 모터사이클 갱 무리에게 흠씬 두들겨맞고 강도질을 당한다. 
다음날 조앤은 자신에게 관심을 보이는 남자들을 무작정 폭행하는 킹에게 반항하며 사이먼의 보트에 올라탄다. 이들은 킹의 갱을 피해 도망하다가 인가에서 떨어진 해변 동굴에 사는 11살 짜리 아동 9명을 만난다. 
그물처럼 얽힌 동굴은 군사 기지 지하 엄폐호와 연결돼있다. 아이들은 잘 갖춰입고 지성을 갖췄지만 바깥 세상은 알지 못하며 차가운 피부를 지녔다. 관련자들은 아이들을 비디오로 24시간 감시하고 분석하고 있으며, 버나드라는 자가 폐쇄회로 텔레비전을 통해 아이들을 교육하고, 방사선 방호복을 입은 자들이 아이들을 정기 방문한다. 
사이먼과 조앤은 아이들을 구조하기로 마음 먹고 킹도 이 계획에 동참하게 만든다. 하지만 이들은 점점 몸 상태가 나빠진다. 사이먼은 방호복을 입은 자들이 소지하고 있던 가이거 계수기로 아이들을 측정해 아이들이 방사선을 강하게 내뿜고 있다는 사실을 알게 된다. 셋은 차차 피폭으로 쓰러져 사망한다. 
아이들은 원자력 사고 결과로 태어났으며 낙진에 저항력을 갖춰 곧 발발하게 될 핵전쟁에서 생존에 유리한 개체라는 사실이 밝혀진다. 

## 출연
- 맥도널드 케리 - 사이먼 웰스 역
- 셜리 앤 필드 - 조앤 역
- 비베카 린드포르스 - 프레이아 닐슨, 버나드의 정부 역
- 알렉산더 녹스 - 버나드 역
- 올리버 리드 - 킹 역
- 발터 고텔 - 홀랜드 소령 역
- 제임스 빌러스 - 그레고리 대위 역
- 톰 컴핀스키 - 테드 역
- 케네스 코프 - 시드 역
- 브라이언 올턴 - 딩글 씨 역
- 바버라 에버리스트 - 러몬트 양 역
- 앨런 매클렐런드 - 스튜어트 씨 역
- 제임스 맥스웰 - 탤벗 씨 역

### 아이들
- 레이철 클레이 - 빅토리아 역
- 캐럴라인 셸던 - 엘리자베스 역
- 리베카 디그넘 - 앤 역
- 셔본 테일러 - 메리 역
- 니컬러스 클레이 - 리처드 역
- 킷 윌리엄스 - 헨리 역
- 크리스토퍼 위티 - 윌리엄 역
- 데이비드 파머 - 조지 역
- 존 톰프슨 - 찰스 역

## 기타 제작진
- 총괄 제작: 마이클 커레러스
- 협력 제작: 앤서니 넬슨 키스
- 미술: 버나드 로빈슨
- 의상: 몰리 아버스넛

## 같이 보기
- 저주받은 도시 (1960)
- 아키라 (1988)